# Pipistrellus hesperidus
Pipistrellus hesperidus är en fladdermus i familjen läderlappar som främst förekommer i östra Afrika.

## Utseende
Arten blir med svans 70 till 91 mm lång, svanslängden är 25 till 37 mm och vikten varierar mellan 5,1 och 6,6 g. Djuret har 5 till 7 mm långa bakfötter, 31 till 35 mm långa underarmar och 10 till 12 mm stora öron. Honor är lite större än hannar. Pälsens färg på ovansidan kan variera mellan mörkbrun, ljusbrun och rödbrun och på undersidan förekommer ljusare brun till vitaktig päls. Djuret har en mörkbrun till svart flygmembran. Den broskiga fliken i örat (tragus) liknar en kniv i utseende med avrundad spets. Jämfört med Pipistrellus rusticus har arten bredare öron och ett längre kranium.

## Utbredning
Fladdermusens utbredningsområde sträcker sig från Eritrea till östra Sydafrika, men arten når sällan kusten vid Indiska oceanen. Avskilda populationer lever i Djibouti, på Madagaskar och i gränsområdet mellan Kamerun och Nigeria. Enligt en studie från 2005 hittas Pipistrellus hesperidus även på Kanarieöarna. Djuret håller sig oftast nära vattenpölar eller vattendrag. Ifall det finns oaser lever arten även i öknar.

## Ekologi
Vilande exemplar hittades i bergssprickor och under trädens bark. Där kan de bilda flockar med cirka 12 medlemmar. Pipistrellus hesperidus jagar insekter. En hona var dräktig med två ungar. Antagligen föds ungarna i samband med den varma regntiden.

## Status
Denna fladdermus är allmänt sällsynt. Utbredningsområdet är däremot stort och hela beståndet listas av IUCN som livskraftig (LC).